# Flathead (rivière)
Pour les articles homonymes, voir Flathead.
La rivière Flathead est une rivière qui prend sa source dans la province canadienne de Colombie-Britannique avant de se jeter dans la rivière Clark Fork au niveau de l’État du Montana, aux États-Unis. 
La rivière porte le nom de North Fork Flathead River avant de rejoindre la Middle Fork Flathead River. À partir de cet endroit, elle se nomme rivière Flathead. Son troisième affluent principal est la South Fork Flathead River.
La rivière fait partie du bassin hydrographique du fleuve Columbia. Les trois parties de la rivière font partie des National Wild and Scenic River. La rivière traverse le parc national de Glacier.